# 皮塞居尔 (上加龙省)
皮塞居尔（法語：Puysségur，法語發音：[pɥiseɡyʁ]）是法国上加龙省的一个市镇，属于图卢兹区。

## 地理
皮塞居尔（43°44'53"N, 1°3'45"E）面积5.44 平方千米，位于法国奧克西塔尼大區上加龙省，该省份为法国西南部内陆省份，西南端与西班牙接壤，自此顺时针与上比利牛斯省、热尔省、塔恩-加龙省、塔恩省、奥德省和阿列日省接壤。
与皮塞居尔接壤的市镇（或旧市镇、城区）包括：拉格罗莱圣尼古拉、卡杜尔、科镇、德吕达斯、拉雷奥勒、佩勒波尔。

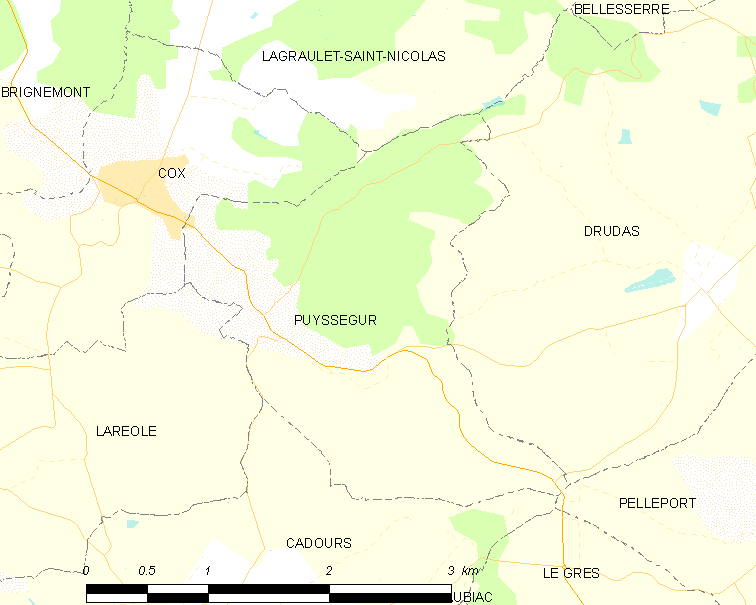
的OSM定位图

皮塞居尔的时区为UTC+01:00、UTC+02:00（夏令时）。

## 行政
皮塞居尔的邮政编码为31480，INSEE市镇编码为31444。

## 政治
皮塞居尔所属的省级选区为莱格万县。

## 人口

1962-2008年间人口变化图示

皮塞居尔于2022年1月1日时的人口数量为138人。